# Siple-Insel
Die Siple-Insel (englisch Siple Island) ist eine permanent schneebedeckte, unbewohnte Insel in Westantarktika. Sie wird durch das Getz-Schelfeis von der Bakutis-Küste des Marie-Byrd-Landes getrennt. Die Entfernung zum Festland über das Schelfeis beträgt rund 50 km. Die rund 150 km lange Insel mit einer Fläche von etwa 6390 km² wird im Nordwesten vom 3110 m hohen Mount Siple, einem inaktiven Vulkan, dominiert. Es gibt keinen nachgewiesenen erfolgreichen Versuch, den Gipfel des Mount Siple zu erreichen. Entsprechend der Lage der Insel ist das Klima polar und von starken Winden geprägt.
Der United States Geological Survey kartierte sie anhand eigener Vermessungen und Luftaufnahmen der United States Navy aus den Jahren von 1959 bis 1965. Das Advisory Committee on Antarctic Names benannte sie im Jahr 1967 nach dem US-amerikanischen Antarktisforscher und Geographen Paul Siple (1908–1968).